# 인민해방군 주홍콩부대빌딩

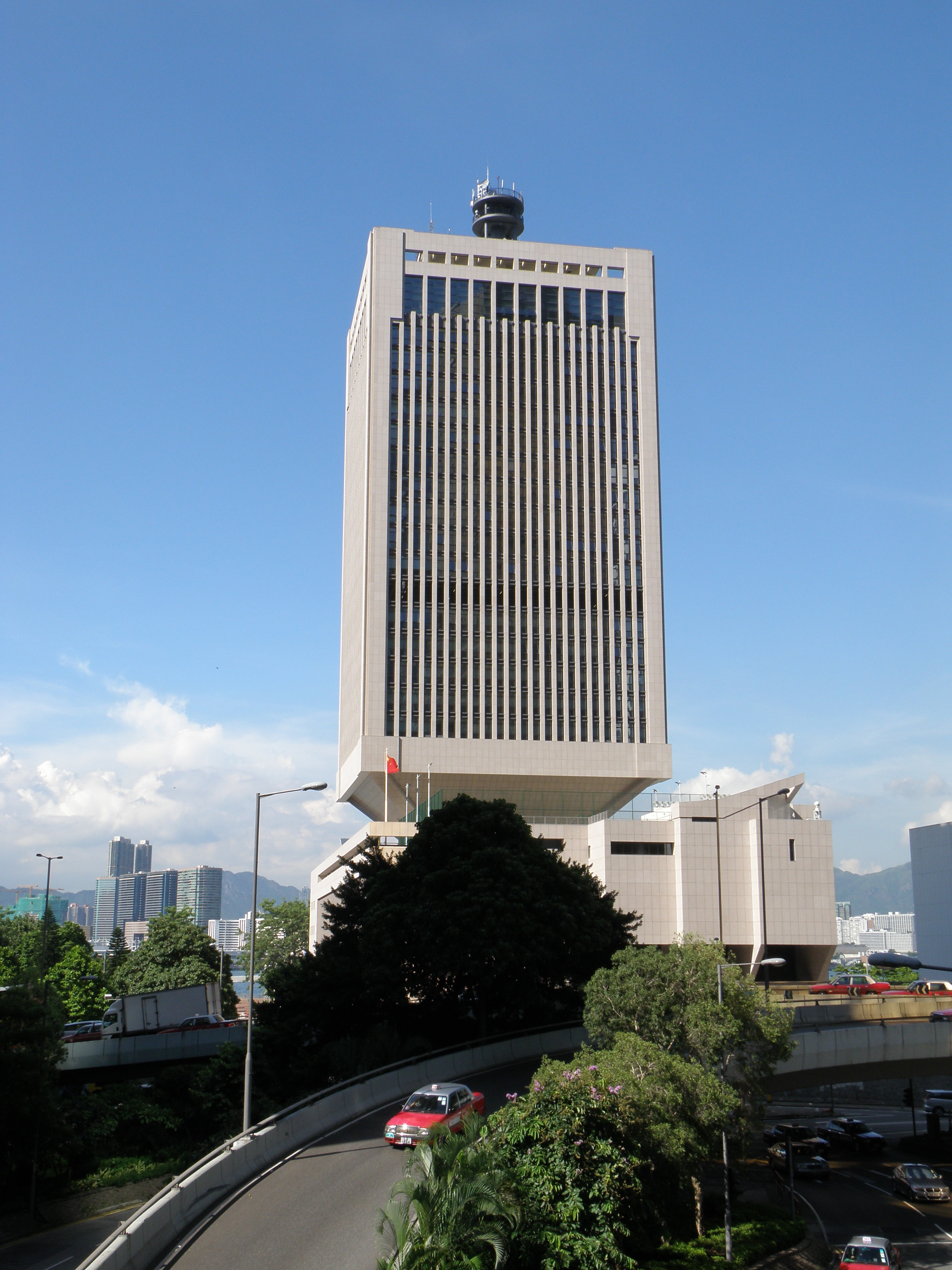
인민해방군 주홍콩부대빌딩

인민해방군 주홍콩부대빌딩(중국어: 人民解放軍駐港部隊大廈)은 인민해방군 주홍콩부대의 사령부가 있는 건물이다. 높이 120 미터, 층수 28층으로 이루어져 있다. 건물의 아래 부분이 좁게 들어가 있는 것이 큰 특징이다.
1979년에 이 건물을 완성할 당시의 이름은 프린스 오브 웨일스 빌딩(Prince of Wales Building)이었다. 홍콩 반환 전까지는 홍콩 주재 영국군 사령부가 있었다. 1997년 반환 뒤에 인민해방군에게 이관되면서 현재의 이름으로 바뀌었다.

## 같이 보기
- 홍콩 반환
- 인민해방군 주홍콩부대